# Donovan Ricketts
Donovan Ricketts est un footballeur international jamaïcain, né le 7 juin 1977 à Montego Bay (Jamaïque). Il évolue au poste de gardien de but.
Il a le statut de résident permanent américain et donc à ce titre n'est pas considéré comme un joueur étranger par la MLS.

## Biographie

### En sélection nationale
Il a auparavant pris part avec la sélection à la Coupe du monde 1998, à la Gold Cup 2003, à la Gold Cup 2005, à la Gold Cup 2009 et à la Gold Cup 2011.
Le 10 décembre 2014, Ricketts est une nouvelle fois choisi lors d'un repêchage d'expansion en 1re par le Orlando City SC.

## Palmarès

### Collectif
- Avec Los Angeles Galaxy :
  - Vainqueur de la Coupe MLS en 2011.
  - Vainqueur du MLS Supporters' Shield en 2010.
  - Champion de la Conférence Ouest en 2009 et 2010.

- Avec  Jamaïque :
  - Vainqueur de la Coupe caribéenne des nations en 2008.

### Individuel
- Gardien de l'année de MLS : 2010, 2013